# Tyrphodelphax distincta
Tyrphodelphax distincta är en insektsart som först beskrevs av Flor 1861.  Tyrphodelphax distincta ingår i släktet Tyrphodelphax och familjen sporrstritar.
Artens utbredningsområde är Frankrike. Inga underarter finns listade i Catalogue of Life.